# 曼哈頓維爾

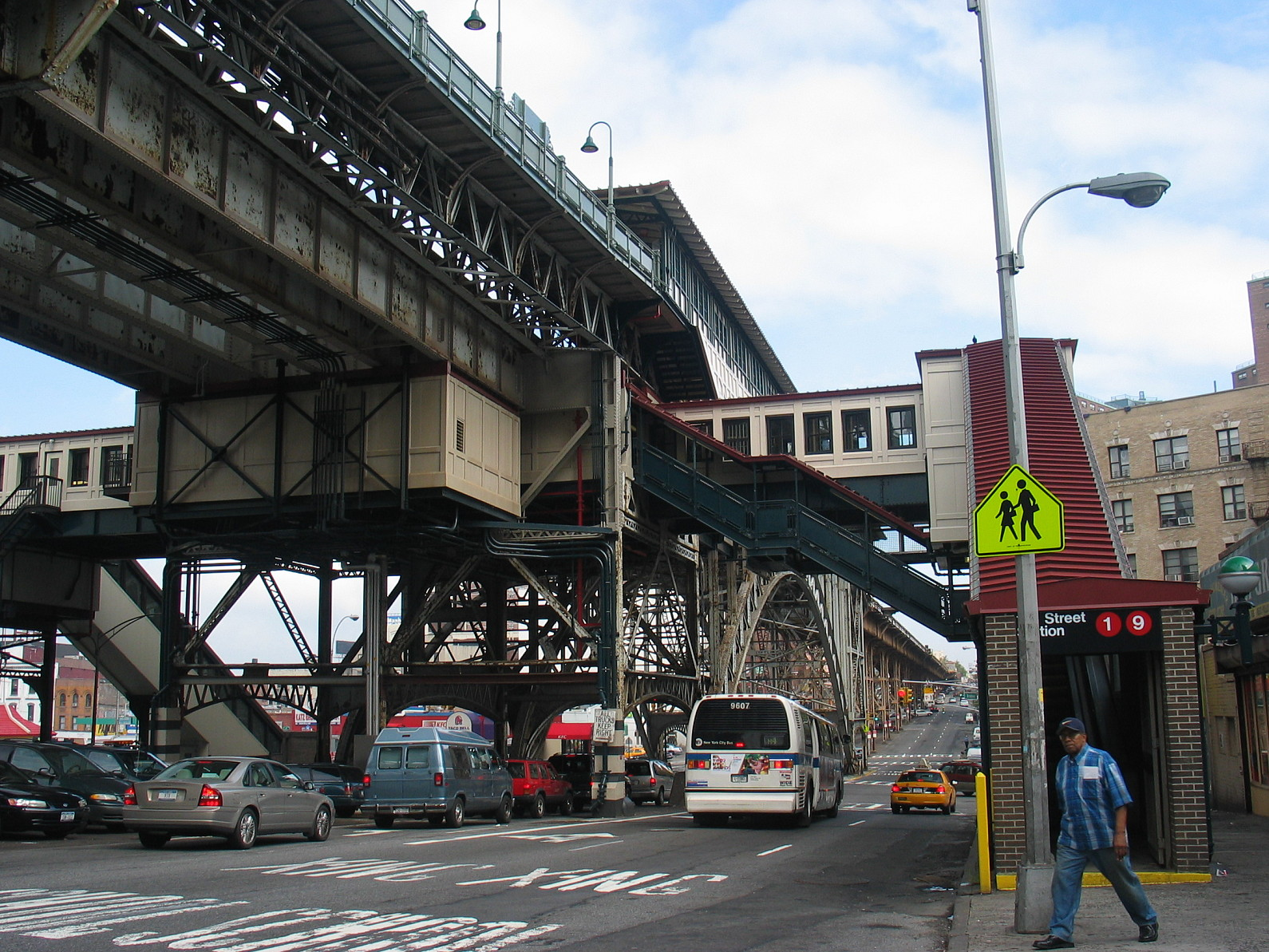

40°48′58″N 73°57′22″W / 40.81611°N 73.95611°W
曼哈頓維爾（英語：Manhattanville） 是位於紐約市曼哈頓區的一個地區，其北界是西134街，南界是西122街。在19世紀時，曼哈頓維爾是繁忙的碼頭區。但隨著工業逐漸往紐約市內發展，曼哈頓維爾成為一個被邊緣化的工業區。2000年代早期，曼哈頓維爾成為哥倫比亞大學規劃的主要校區之一。紐約市立學院也位於此地。據2010年人口普查，曼哈頓維爾有人口22,950人。